# Superligaen 1994-1995
La Superligaen 1994-1995 è stata la 82ª edizione della massima serie del campionato di calcio danese e 5ª come Superligaen, disputata tra il 6 agosto 1994 e il 18 giugno 1995 e conclusa con la vittoria del Aalborg, al suo primo titolo.
Il capocannoniere del torneo è stato Erik Bo Andersen dell'Aalborg con 24 reti.
Il campionato si svolgeva in due fasi: nella prima, quella autunnale, le dieci squadre si affrontavano in un girone all'italiana con partite di andata e ritorno, al termine della quale le ultime due formazioni retrocedono. Nella fase primaverile le restanti otto formavano un nuovo girone all'italiana per stabilire la squadra campione e i piazzamenti per la Coppa Uefa. I punti finali sono dati dalla somma della metà dei punti della fase autunnale, più quelli di quella primaverile, mentre per la classifica cannonieri si tiene conto solo dei gol dell'ultima fase.

## Autunno 1994
|    | Classifica        | G  | V  | N | P  | GF | GS | DR  | Pti |
| -- | ----------------- | -- | -- | - | -- | -- | -- | --- | --- |
| 1  | Brøndby           | 18 | 12 | 3 | 3  | 41 | 19 | +22 | 27  |
| 2  | Aalborg           | 18 | 12 | 2 | 4  | 44 | 25 | +19 | 26  |
| 3  | Odense            | 18 | 10 | 4 | 4  | 31 | 21 | +10 | 24  |
| 4  | Lyngby            | 18 | 6  | 7 | 5  | 34 | 27 | +7  | 19  |
| 5  | Silkeborg         | 18 | 5  | 7 | 6  | 21 | 23 | -2  | 17  |
| 6  | Næstved (*)       | 18 | 5  | 7 | 6  | 26 | 31 | -5  | 17  |
| 7  | FC København      | 18 | 6  | 4 | 8  | 30 | 34 | -4  | 16  |
| 8  | AGF               | 18 | 5  | 5 | 8  | 21 | 35 | -14 | 15  |
| 9  | Ikast FS          | 18 | 3  | 5 | 10 | 22 | 29 | -7  | 11  |
| 10 | Fremad Amager (*) | 18 | 4  | 0 | 14 | 21 | 47 | -26 | 8   |

(*) Squadre neopromosse

## Primavera 1995
|   | Classifica   | G  | V | N | P | GF | GS | DR  | Pti |
| - | ------------ | -- | - | - | - | -- | -- | --- | --- |
| 1 | Aalborg      | 14 | 7 | 4 | 3 | 30 | 13 | +17 | 31  |
| 2 | Brøndby      | 14 | 6 | 3 | 5 | 21 | 18 | +3  | 29  |
| 3 | Silkeborg    | 14 | 6 | 3 | 5 | 23 | 16 | +7  | 24  |
| 4 | AGF          | 14 | 7 | 2 | 5 | 21 | 23 | -2  | 24  |
| 5 | Næstved      | 14 | 5 | 4 | 5 | 21 | 22 | -1  | 23  |
| 6 | FC København | 14 | 5 | 4 | 5 | 21 | 28 | -7  | 22  |
| 7 | Lyngby       | 14 | 5 | 1 | 8 | 20 | 28 | -8  | 21  |
| 8 | Odense       | 14 | 3 | 3 | 8 | 17 | 26 | -9  | 21  |

## Verdetti
- Aalborg Campione di Danimarca 1994/95.
- Aalborg ammesso al turno preliminare della UEFA Champions League 1995-1996.
- Brøndby e Silkeborg ammesse al turno preliminare della Coppa UEFA 1995-1996
- AGF, Næstved e Odense ammesse alla Coppa Intertoto 1995
- Ikast fS e BK Fremad Amager retrocesse.